# Dobrzec (gromada)
Dobrzec – dawna gromada, czyli najmniejsza jednostka podziału terytorialnego Polskiej Rzeczypospolitej Ludowej w latach 1954–1972.
Gromady, z gromadzkimi radami narodowymi (GRN) jako organami władzy najniższego stopnia na wsi, funkcjonowały od reformy reorganizującej administrację wiejską przeprowadzonej jesienią 1954 do momentu ich zniesienia z dniem 1 stycznia 1973, tym samym wypierając organizację gminną w latach 1954–1972.
Gromadę Dobrzec z siedzibą GRN w Dobrzecu (obecnie w granicach Kalisza) utworzono – jako jedną z 8759 gromad na obszarze Polski – w powiecie kaliskim w woj. poznańskim, na mocy uchwały nr 22/54 WRN w Poznaniu z dnia 5 października 1954. W skład jednostki weszły obszary dotychczasowych gromad Biskupice i Dobrzec ze zniesionej gminy Podgrodzie Kaliskie w tymże powiecie. Dla gromady ustalono 12 członków gromadzkiej rady narodowej.
1 stycznia 1960 do gromady Dobrzec włączono obszar zniesionej gromady Kościelna Wieś w tymże powiecie.
1 stycznia 1962 do gromady Dobrzec włączono obszar zniesionej gromady Nosków oraz miejscowość Warszówka ze zniesionej gromady Pawłówek w tymże powiecie. Równocześnie siedzibę GRN przeniesiono z Dobrzeca do Kalisza, pozostawiając nazwę gromady bez zmian.
31 grudnia 1963 z gromady Dobrzec wyłączono części obszarów wsi Dobrzec Wielki, Kościelna Wieś i Warszówka, włączając je do miasta Kalisza w tymże województwie.
Gromada przetrwała do końca 1972 roku, czyli do kolejnej reformy gminnej. 1 stycznia 1973 w powiecie kaliskim utworzono gminę Dobrzec (zniesioną ponownie w 1976 roku).